# 高邑西站
高邑西站为京广高速铁路的一个车站，位于中华人民共和国河北省石家庄市高邑县，于2012年12月26日开通。

## 简介
高邑西站位于高邑县城西北侧8公里。站房位于线路左侧，站房建筑面积5000平米，有2个站台、4条到发线。设计高峰小时流量93人，最高聚集150人。